# Erannis leucophaearia
Erannis leucophaearia là một loài bướm đêm trong họ Geometridae.